# Олайкар, Шандор
Ша́ндор Олайка́р (венг. Olajkár Sándor; 3 декабря 1918, Кишпешт — 16 октября 1998, Будапешт) — венгерский футболист, нападающий. Брат другого известного футболиста, Кароя Олайкара.

## Карьера
Шандор Олайкар родился в пригороде Будапешта, Кишпеште. Он начал карьеру в 1934 году в клубе «Кишпешт», спустя года он начал играть за основной состав команды. За период выступления за эту команду, высшим достижением Олайкар стало завоевание 4 места в сезоне 1938/1939. В 1941 году нападающий перешёл в «Вайс Манфред Чепель», с которым в первый же год стал чемпионом страны, спустя год повторил это достижение. За клуб он провёл 82 матча и забил 19 голов В 1945 году Шандор возвратился в «Кишпешт», где провёл два сезона. Всего за этот клуб форвард провёл 135 матчей и забил 53 гола.
В 1946 году Олайкар, вместе с соотечественником Михаем Кинчешом, перешёл в итальянскую «Аталанту», где дебютировал 24 ноября в матче с «Дженоа» (1:0). В этом клубе футболист не смог завоевать место в основном составе и , проведя лишь 7 матчей за сезон, ушёл из команды. Одной из причин называлось чрезмерное увлечение Шандором потреблением алкогольных напитков. Из «Дженоа» Олайкар ушел в «Лекко», где также долго не задержался по тем же причинам. В 1949 году Шандор возвратился в Венгрию, где выступал за клуб «Кишпешт Текстиль».
В составе сборной Венгрии Олайкар дебютировал 16 ноября 1941 года в матче со Швейцарией, в которой на 74 минуте забил победный мяч. Этот мяч так и остался единственным, забитым форвардом в составе национальной команды. Всего за сборную Олайкар провёл 5 матчей.

## Международная статистика
| Матчи Шандора Олайкара за сборную Венгрии | Матчи Шандора Олайкара за сборную Венгрии | Матчи Шандора Олайкара за сборную Венгрии | Матчи Шандора Олайкара за сборную Венгрии | Матчи Шандора Олайкара за сборную Венгрии | Матчи Шандора Олайкара за сборную Венгрии | Матчи Шандора Олайкара за сборную Венгрии |
| ----------------------------------------- | ----------------------------------------- | ----------------------------------------- | ----------------------------------------- | ----------------------------------------- | ----------------------------------------- | ----------------------------------------- |
| №                                         | Дата                                      | Место проведения                          | Оппонент                                  | Счёт                                      | Голы                                      | Турнир                                    |
| 1                                         | 16 ноября 1941                            | Цюрих                                     | Швейцария                                 | 2:1                                       | 1                                         | Товарищеский матч                         |
| 2                                         | 14 июня 1942                              | Будапешт                                  | Хорватия                                  | 1:1                                       | —                                         | Товарищеский матч                         |
| 3                                         | 16 мая 1943                               | Женева                                    | Швейцария                                 | 3:1                                       | —                                         | Товарищеский матч                         |
| 4                                         | 12 сентября 1943                          | Стокгольм                                 | Швеция                                    | 3:2                                       | —                                         | Товарищеский матч                         |
| 5                                         | 15 сентября 1943                          | Хельсинки                                 | Финляндия                                 | 3:0                                       | —                                         | Товарищеский матч                         |

## Достижения
- Чемпион Венгрии: 1941/1942, 1942/1943

## Статистика
- Профиль на mla.hu Архивная копия от 21 октября 2020 на Wayback Machine